# Richard Newcourt
Richard Newcourt, mort en 1716, est un historien anglais.
Notaire, il est l'auteur du Repertorium Ecclesiasticum Parochiale Londinense, retraçant l'histoire du diocèse de Londres.

## Biographie
Newcourt est le fils d'un dessinateur topographique, également appelé Richard Newcourt, qui possédait un domaine à Somerton dans le Somerset. Il étudie au Wadham College d'Oxford, où il s'inscrit le 9 décembre 1653, mais n'obtient pas son diplôme. Après l'université, il devient notaire et greffier à Arches Court (en) à Londres, le principal tribunal consistoire de l'archevêque de Cantorbéry, devenant procureur général du tribunal en (selon son propre récit) 1668. En 1669, il est nommé registraire principal du diocèse de Londres, poste qu'il occupe jusqu'en 1696.
En utilisant les archives sous sa garde et d'autres documents, Newcourt compile une histoire du diocèse de Londres, qui est publiée en deux volumes en 1708 et 1710, sous le titre Repertorium Ecclesiasticum Parochiale Londinense. L'ouvrage raconte l'histoire de la cathédrale Saint-Paul, des évêques et doyens de Londres et des paroisses du diocèse. Ses sources d'information comprennent les registres de Londres, commencés en 1306, et les registres tenus par des évêques. Les revenus des paroisses sont tirés d'une déclaration faite en 1636, dont le manuscrit se trouvait alors au Sion College (en).
On lui doit aussi une histoire des évêques d'Angleterre, qui n'a jamais été publiée.
Il passe les dernières années de sa vie à Greenwich et y est enterré dans l'église Saint-Alfège en février 1716. Sa femme y avait été enterrée le mois précédent. Il a laissé sa propriété à sa sœur, Mary Spicer.
Une collection de papiers de Newcourt, y compris des brouillons et des notes pour le premier volume du Repertorium Ecclesiasticum Parochiale Londinense, a été donnée à la bibliothèque Guildhall en 1939 et se trouve de nos jours aux London Metropolitan Archives (en).